# Geospiza
Geospiza é um género de ave da família Emberizidae. Essas espécies conhecidas como tentilhões-de-galápagos foram estudados por Darwin em sua estádia no arquipélago das ilhas Galápagos. Os tentilhões demonstraram uma extrema diversificação entre e dentro das ilhas, o que fez Darwin fazer uma ligação entre o processo de especiação e a seleção natural como fatores de variabilidade destes animais.

## Espécies
Este género contém as seguintes espécies:
- Geospiza acutirostris
- Geospiza conirostris
- Geospiza difficilis
- Geospiza fortis
- Geospiza fuliginosa
- Geospiza magnirostris
- Geospiza propinqua
- Geospiza scandens
- Geospiza septentrionalis